# Кинхева гробница
Негушката гробница или Кирхиевата гробница (на гръцки: Ο μακεδονικός τάφος της Νιάουστας, Kinch) е погребално съоръжение от първата половина на III век пр. Хр., разположено край град Негуш, Гърция. В 1962 година и повторно заедно с целия некропол в 2012 година гробницата е обявена за паметник на културата.

## Местоположение
Гробницата е част от македонския град Миеза, чиито развалини са разположени край негушкото село Голишани (Левкадия), Гърция. Разположена е на 1 km източно от Голишани, на стария път, свързващ Миеза с Едеса. На 200 m на запад е Лисоновата и Каликлиева гробница, а на 300 m на изток е Съдебната гробница.

## Архитектура
Гробницата носи името на датския археолог Карл Кинх, който я открива в 1877 година под могила висока 2,5 m и я кръщава „Негушка“. Представлява малка двукамерна гробница с проста дорийска фасада с двойка анти, оформящи входа, фриз с триглифи и метопи, боядисани в тъмно синьо и жълто и йонийски корниз, но без колони. От рисуваната украса не оцелява нищо, тъй като гробницата пострадва силно, когато е покрита с камъни и пръст по време на строежа на железопътната линия Солун – Битоля в края на XIX век. Стените на преддверието и камерата са имали фриз, орнаментиран с релеф и цветен флорален мотив. Останалата част на стените на камерата са били боядисани в жълто и тъмно червено. Единствено в първата публикация на паметника се вижда красивият стенопис от източната стена, изобразяващ македонски конник, атакуващ персиец, който се опитва да избяга. Гробницата е реставрирана в периода 1970 – 1971 година.